# Calicharis butcheri
Calicharis butcheri är en amaryllisväxtart som först beskrevs av Hamilton Paul Traub, och fick sitt nu gällande namn av Alan W. Meerow. Calicharis butcheri ingår i släktet Calicharis och familjen amaryllisväxter. Inga underarter finns listade i Catalogue of Life.